# Alpine Skiweltmeisterschaften 2029
Die 50. Alpinen Skiweltmeisterschaften sollen 2029 in Narvik stattfinden.

## Bewerbungsprozess
Am 3. Mai 2023 gab die FIS bekannt, dass sich drei Orte um die Austragung der Wettkämpfe beworben hätten. Diese drei Bewerber waren:
- Narvik (Austragungsort der Juniorenweltmeisterschaften 2020)
- Soldeu (Mehrfach Austragungsort des Weltcupfinales)
- Gröden (Austragungsort der Weltmeisterschaften 1970)

Die offiziellen Bewerbungskonzepte mussten bis 1. August 2023 bei der FIS eingereicht werden. Diese werden dann von einem Komitee begutachtet.
Die Entscheidung fiel am 4. Juni 2024 auf dem 55. Internationalen FIS Kongress in Reykjavík. Narvik erhielt den Zuschlag für 2029 während Gröden die Austragung 2031 zugesprochen bekam. Erstmals in der Geschichte der FIS kam es so zu einer Doppelvergabe. Narvik erhielt 11 Stimmen, Gröden 8 und Soldeu eine Stimme.
Zudem ist es das erste Mal, dass Alpine Skiweltmeisterschaften als alleinstehende Veranstaltung in Norwegen stattfinden werden. Die Wettkämpfe 1952 fanden im Rahmen der Olympischen Winterspiele statt. Zugleich ist Narvik der bisher nördlichste Austragungsort Alpiner Skiweltmeisterschaften.